# Marpessa
Marpessa – w mitologii greckiej księżniczka Etolii, córka Ewenosa, jako jej matkę wymienia się Alcippe, wnuczka Aresa.
Poślubiła Idasa, który uprowadził ją na skrzydlatym rydwanie użyczonym przez Posejdona. Dowiedziawszy się o tym, Ewenos ruszył w pościg. Widząc jednak, że nie dogoni pary, zabił swoje konie, a sam utopił się w rzece Likormas, która została później nazwana jego imieniem.
W Marpessie zakochał się również Apollo, który chciał ją porwać dla siebie. Idas jednak zaatakował boga. Walczących rozdzielił Zeus, który pozostawił Marpessie prawo wyboru między nimi. Marpessa wybrała męża, gdyż obawiała się, że Apollo porzuci ją, gdy zacznie się starzeć.